# 王銓 (嘉慶進士)
王铨，字衡若，号秦溪，山东平度县城西李家市人。清朝官员。

## 生平
乾隆四十五年（1780年）庚子科举人，曾任栖霞和德平县教谕，“学行素为士林仰重”。嘉庆十年（1805年）终于考中乙丑科进士，选直隶宣化府赤城县知县。任内创建书院，平反冤狱，民以包公比之。因丁忧去职。服阙起复，改知甘肃平凉府隆德县，“地当孔道，狱讼滋繁”，治繁理巨，从容自如，为上司所倚重。
多年的仕宦生涯使王銓厌倦官场，谢绝荐举，引疾而归。晚年优游林下，“暇与父老谈农桑，以文艺自娱”。著有《席荫堂文稿》。